# Shuto Abe
Shuto Abe (Hino, 5 december 1997) is een Japans voetballer die sinds 2023 uitkomt voor RWDM.

## Carrière
Abe maakte in 2019 zijn opwachting in het tweede elftal van FC Tokyo in de J3 League. Op 15 juni 2019 maakte hij ook zijn officiële debuut in het eerste elftal van de club: in de competitiewedstrijd tegen Vissel Kobe liet trainer Kenta Hasegawa hem in de 81e minuut invallen voor Yojiro Takahagi. Op 26 juni 2019 kreeg hij in de bekerwedstrijd tegen Cerezo Osaka (1-1-gelijkspel) zijn eerste basisplaats. Abe leverde in deze wedstrijd de assist voor de 1-1 af, waardoor FC Tokyo, dat de heenwedstrijd met 1-0 had gewonnen, zich plaatste voor de halve finale.
Abe groeide uiteindelijk uit tot een vaste waarde bij FC Tokyo, waarmee hij op 4 januari 2021 de J.League Cup won. De Japanner, die in de 3-0-zege tegen Nagoya Grampus in de kwartfinale goed was voor twee doelpunten, stond in de finale tegen Kashiwa Reysol de hele wedstrijd tussen de lijnen. Abe klokte af op 137 officiële wedstrijden voor FC Tokyo in alle competities, waarin hij goed was voor twaalf doelpunten.
In juli 2023 ondertekende hij een driejarig contract bij de Belgische eersteklasser RWDM.